# Блажо Јоша Орландић
Блажо Јоша Орландић (Горње Сеоце, код Бара, 3. октобар 1912 — Годиње, код Вирпазара, 7. јун 1943), учесник Народноослободилачке борбе и народни херој Југославије.

## Биографија
Рођен је 3. октобра у Горњим Сеоцима код Бара, у сиромашној радничкој породици. Гимназију је завршио у Цетињу, након чега се уписао на Медицински факултет у Београду. Као гимназијалац, сарађивао је у алманасима „Нови дани“ и „На крчидби“. Члан Комунистичке партије Југославије (КПЈ) постао је 1932. године.
Полиција га је често хапсила због његовог учествовања у штрајковима и демонстрацијама. Учествовао је у фебруарским демонстрацијама 1935. године у Цетињу, због чега је био ухапшен и спроведен у цетињски затвор. Због организовања и учествовања на великом збору Уједињене опозиције у Вирпазару 23. августа 1935, био је окривљен и предат истражном судији окружног суда на Цетињу. Одбацио је све оптужбе за које су га теретили.
На Окружној партијској конференцији Окружног комитета КПЈ за Бар, одржаној фебруара 1936. у Бољевићима код Вирпазара, присуствовао је као делегат СКОЈ-а. У провали 1936. године, био је откривен па је у мају прешао у илегалност на неколико месеци, радећи и даље на подручју Црмнице. Учествовао је на великим демонстрацијама на Белведеру 26. јуна 1936, након чега је ухапшен и затим с осталим илегалцима спроведен у Сарајево. Почетком 1937. године вратио се кући.
У Априлском рату 1941. био је официр и командовао је четом. После капитулације Југославије, вратио се у Црмницу. Као члан Месног комитета КПЈ за Бар, радио је на припремама Тринаестојулског устанка. На састанку Месног комитета 11. јула, добио је задатак да руководи борбом за ослобођење Вирпазара. Дана 13. јула, његова устаничка чета ослободила је варош.
Крајем августа, Орландић је током вршења једног партијског задатка у селу Подгору био тешко рањен у ногу. Почетком 1942, радио је на организовању народноослободилачких одбора у Црмници, Бару, Брајићима, Мајинама, Поборима и другим местима у барском срезу.
После повлачења партизанских снага за Босну, по задатку КПЈ, у својству секретара МК КПЈ Бар, вратио се јуна 1942. у Црмницу. Радио је на повезивању позадинских група.
Знајући за његов рад, окупатор је уценио његову главу на 50.000 лира. Дана 7. јула 1943, Орландића су у селу Годињу изненада опколили и убили четници. Његово мртво тело су однели у Вирпазар, где су се иживљавали на њему.
Указом Президијума Народне скупштине Федеративне Народне Републике Југославије, 10. јула 1952. године, проглашен је за народног хероја.
Године 1957, његови посмртни остаци су сахрањени у гробницу народних хероја на Горици у Титограду.